# Поцелуй перед смертью (роман)
«Поцелуй перед смертью» (англ. A Kiss Before Dying) — роман в жанре криминального триллера американского писателя Айры Левина, написанный в 1953 году, дебютное произведение автора. 
Действие разворачивается в США конца 40-х — начале 50-х годов XX века вокруг убийства двух дочерей богатого промышленника жестоким и предусмотрительным альфонсом, который посредством удачной женитьбы пытается заполучить его капиталы.
Роман, с некоторыми изменениями сюжетной линии, дважды экранизировался: в 1956 году (режиссер Герд Освальд) и в 1991 году (режиссер Джеймс Дирден).
Премия Эдгара Аллана По за лучший дебют (1954).

## Сюжет
Бад Корлисс — молодой эгоистичный человек из бедной рабочей семьи, обладающий красивой внешностью. Он желает любой ценой вырваться из нищеты и вести богатую жизнь, для чего использует свои внешние данные для окончания школы с хорошими оценками. Его мать всячески одобряет рвение сына, но отец относится к его мечтам настороженно (хотя и принимает их под давлением супруги). Попав во время Второй мировой войны на Тихоокеанский театр военных действий, Бад едва не гибнет в первом же бою от пули японского снайпера, но ответной стрельбой ранит противника и тот униженно умоляет о пощаде. Испытывая отвращение и одновременно упиваясь властью над ним, Корлисс совершает своё первое убийство и окончательно теряет остатки человечности. Демобилизовавшись в 1947 году, он узнаёт, что его отец погиб в автокатастрофе. Поразмыслив, Бад решает поступить в престижный Стоддардский университет (Блю-Ривер, штат Айова) и попытаться соблазнить девушку из богатой семьи, чтобы посредством женитьбы на ней войти в элитное общество и разбогатеть.
Первая попытка флирта терпит крах, но на втором курсе Корлисс знакомится с Дороти Кингшип, дочерью медеплавильного магната Лео Кингшипа. Она искренне влюбляется в него и хочет, чтобы они поженились, тот внешне отвечает взаимностью, но просит не распространяться об их отношениях родным и друзьям. Бад разными способами выуживает из неё информацию о её семье и узнаёт, что Дороти не в очень хороших отношениях со своим отцом и старшей сестрой Эллен. Придя к выводу, что Кингшип-старший, вероятнее всего, не одобрит их свадьбу и не оставит дочери денег, он не успевает принять конкретное решение, что делать дальше, но Дороти внезапно сообщает ему, что два месяца как беременна и настаивает на скорейшем замужестве. В панике, Бад просит помощи у своего знакомого аптекаря Херми Годсена, и тот даёт пилюли, которые должны убить плод, но попытка проваливается. Корлисс начинает готовить убийство возлюбленной, чтобы замести следы. Он уничтожает все совместные фотографии, обманом заставляет её написать письмо, которое для неосведомленного наблюдателя выглядело бы как предсмертная записка, а потом, подготовив пилюли с мышьяком, пытается убедить Дороти принять их (под видом второй попытки прервать беременность). Девушка соглашается, но в последний момент передумывает и выбрасывает их. Бад, уже успевший отправить «предсмертную записку» Эллен, паникует сильнее прежнего, но берёт себя в руки, убеждает Дороти в согласии жениться на ней немедленно, ведёт её в здание муниципалитета (где находится зал бракосочетаний), уговаривает подняться на крышу и сбрасывает её с высоты 14 метров. Успешно избавившись от оставшихся улик, он отчисляется и переводится в другой колледж, продолжая жить со своей матерью, понятия не имеющей о его преступлении. Полиция считает, что смерть Дороти — самоубийство на почве беременности, но Эллен замечает некоторые странности в деле и не верит в официальную версию. Ей не удаётся убедить следователей и отца проверить её подозрения.
Затаившись и дождавшись, пока шумиха утихнет, Бад начинает флиртовать с Эллен. Между ними постепенно устанавливаются дружеские отношения, переходящие в роман. Она делится своими подозрениями относительно гибели сестры и намерением — самостоятельно расследовать это дело. Корлисс пытается отговорить её, но не добивается успеха. Выдавая себя за «двоюродную сестру» предполагаемого убийцы, Эллен выясняет, что Дороти до своей смерти встречалась с двумя красивыми парнями — Гордоном Гантом и Дуайтом Пауэллом. Она под разными предлогами проверяет алиби обоих. Первый раскрывает обман, случайно прочитав письмо Эллен к Баду, но, испытав симпатию к девушке, сохраняет её инкогнито и помогает ей выйти на Пауэлла. Второй (испытывающий вину за смерть Дороти, к которой был сильно привязан) откровенно рассказывает об их отношениях, убедив в своей невиновности. Корлисс, опасаясь разоблачения, выслеживает Пауэлла (догадавшегося после разговора с Эллен о личности убийцы) и, проникнув в его квартиру, застреливает его из револьвера, после чего вывозит девушку за город, насмешливо признаётся ей в убийстве её сестры и, со второй попытки, убивает и умоляющую её пощадить Эллен. Двойное убийство полиция списывает на гангстеров, а Гант высмеивает ФБР на радио и изгоняется за это с работы.
После гибели двух младших дочерей, Лео Кингшип меняет отношение к последнему оставшемуся ребёнку, их старшей сестре Марион. Баду удаётся сблизиться и с ней, очаровав её, её отца и даже добившись обручения с Марион. Однако Гордон Гант заподазривает его в причастности к смерти Эллен, и, проникнув в старую квартиру Корлисса, находит там в спрятанном сейфе проспекты компании Кингшипа и план по соблазнению Марион. Вспомнив, что он прочитал в письме Эллен к Баду и сопоставив даты событий, Гант догадывается, что тот учился в одно время с Дороти и, вероятнее всего, и является её убийцей. Он прибывает к Кингшипам и с трудом убеждает их проверить, не отправлялись ли на имя Корлисса рекламные проспекты компании. Получив утвердительный ответ, Лео и Гордон убеждают Марион не рассказывать Баду о его разоблачении.
Во время поездки на один из медеплавильных комбинатов, Кингшип и Гант загоняют Корлисса в угол над чаном с расплавленной медью и требуют от него признания, каким способом тот заставил Дороти написать предсмертную записку. Бад впадает в панику и пытается позвать на помощь, но его слышит только Марион, которая присоединяется к отцу. Он отчаянно кричит о своей невиновности, но поняв, что ему никто не верит, умоляет о пощаде (как японский снайпер, которого он когда-то убил) и сознаётся. Кингшип говорит, что столкнёт его вниз, как тот столкнул его дочь, но Корлисс теряет от страха и стыда рассудок, спотыкается и сам срывается в чан, погибая мучительной смертью.
После возвращения, Кингшип, Гант и Марион встречают мать Бада (которая так ничего и не узнала о убийстве Дороти и Эллен). Она спрашивает их, где её сын.

## Персонажи
- Бёрдон (Бад) Корлисс — молодой обаятельный, но циничный и жестокий альфонс, пытающийся вырваться из нищеты. Смог соблазнить всех трёх дочерей Лео Кингшипа и обручиться со старшей из них. Успешно уходил от возмездия, тщательно организовав убийство Дороти и воспользовавшись недостатками в работе ФБР после убийства Эллен и Пауэлла. Был разоблачён Гордоном Гантом и погиб, упав в чан с расплавленной медью.
- Дороти Кингшип — младшая дочь Лео Кингшипа, сестра Марион и Эллен. На момент действия романа, ей 19 лет. Училась в Стоддардском университете, куда поступила вопреки воле отца, из-за чего фактически порвала связи сначала с ним, а потом с сёстрами. Встречалась с Гордоном Гантом (вероятно, недолго) и Дуайтом Пауэллом (который, однако, испытывал к ней только братские чувства), не сумев убедить его в женитьбе на ней, начала встречаться с Бадом (не зная, что он имеет виды только на деньги её отца), в которого была сильно влюблена и на котором всерьёз намеревалась жениться. По воспоминаниям Эллен, была крайне романтичной натурой и серьёзно относилась к сексу (что навело ту на верную мысль, что её сестра могла забеременеть только от человека, которого действительно любила — своего будущего убийцы). После того, как она осознала, что беременна от Бада — начала торопить его со свадьбой, согласившись даже отказаться от семьи и жить в трейлере. Была убита возлюбленным, который понял, что Кингшип-старший не даст беременной дочери ни гроша.
- Госпожа Корлисс (имя в романе не упоминается) — мать Бада, женщина из бедной рабочей семьи. С детства восхищалась сыном (который презирал её), ставила его в пример своим знакомым и соседям. После знакомства с Кингшипами одобрила свадьбу Бада с Марион, к которой испытала привязанность, но так и не узнала об истинных поступках сына.
- Эллен Кингшип — средняя дочь Лео Кингшипа, сестра Дороти и Марион. По словам первой, наиболее красивая из трёх. Была сильнее привязана к Дороти, чем к отцу (поступила в ближайший к Стоддарду Колдуэллский университет, чтобы поддерживать связь с сестрой), но, в отличие от той, была с ним в более лучших отношениях. Не лишена дерзости, неглупа, наблюдательна, но доверчива. Вышла на верный след, но была убита Бадом, устранившего её как свидетеля своих преступлений.
- Марион Кингшип — старшая дочь Лео Кингшипа, сестра Эллен и Дороти. В отличие от сестёр, закончила престижный Колумбийский университет. После их гибели сблизилась с отцом, который начал уделять последней оставшейся у него дочери внимание, однако так же легко попалась на уловки Бада и даже успела обручиться с ним. Первоначально наотрез отказалась верить доводам Ганта, но после проведённой под его давлением проверки — была вынуждена признать его правоту.
- Гордон Гант — диджей на радио в Стоддарде, испытывающий неприязнь к ФБР. Учился на одном потоке с Дороти и некоторое время встречался с ней, потом столкнулся с Эллен, к которой проникся симпатией и помогал в расследовании гибели сестры. После убийства второй, серьёзно занялся делом и смог его раскрыть без помощи полиции.
- Лео Кингшип — богатый медеплавильный магнат, отец Дороти, Эллен и Марион. Не менее циничный и жестокий, чем Бад, относится к своим сотрудникам и дочерям, как к собственности. Отказался провести полноценное расследование гибели Дороти по просьбе Эллен, после убийства второй — пересмотрел отношение к Марион и стал относиться к дочери значительно лучше. Также попал под влияние Бада, которого продвинул на крупный пост в своей компании, не сразу поверил в доводы Ганта. Под давлением его и Марион был вынужден признать свою ответственность за гибель младших дочерей.
- Дуайт Пауэлл — одногруппник Дороти по Стоддардскому университету, некоторое время встречался с ней, однако испытывал только дружескую привязанность. Тяжело пережил гибель Дороти, винил в ней себя и помог Эллен в её расследовании. После разговора с ней догадался о личности настоящего убийцы, но не успел ничего предпринять и был убит им.

## Критика
Стивен Кинг назвал первый роман Левина «суровой захватывающей историей, рассказанной с большим энтузиазмом». Он описывает роман как уникальный в том смысле, что ключевой элемент истории — откровение о том, кто совершил то или иное убийство, — застает читателя врасплох. По словам Кинга: «Настоящая визжащая бомба [романа] аккуратно спрятана где-то на сотне страниц в рассказе. Если вы наткнетесь на этот момент, случайно листая книгу, это ничего для вас не значит. Если вы до этого момента внимательно прочитали все, значит... все. Единственным другим писателем, который, как я могу вспомнить, обладал такой замечательной способностью заманивать читателя в засаду, был покойный Корнелл Вулрич … но у Вулрича не было сухого остроумия Левина».